# Нехода Іван Іванович
Іва́н Іва́нович Нехо́да (нар. 24 червня 1910 — пом. 17 жовтня 1963) — український поет, прозаїк, журналіст, військовий кореспондент, редактор. Учасник Другої світової війни. Публікувався з 1925 року. Автор понад 40 збірок поезій. Багато писав для дітей, переважно вірші та казки. Твори перекладені різними мовами народів СРСР.

## Життєпис

### Дитинство і навчання
Народився 24 червня 1910 року в селі Олексіївка Коломацької волості Валківського повіту Харківської губернії Російської імперії (тепер — село Богодухівського району Харківської області України) в селянській родині. Батько — юрист, Іван Сергійович, помер молодим. Мати-вдова, Марія Павлівна, самотужки виховувала чотирьох дітей. Вона була родом з села Диканька, що на Полтавщині, з давнього козацького роду Сотників. Козацьке прізвище Нехода — означає «той, що не ходив», був завжди на коні.
З дев'яти років наймитував пастухом. Восени 1923 року вступив до дитячої комуністичної організації «Юні піонери імені Спартака», що після смерті Леніна, у січні 1924 року, була перейменована в піонерську організацію імені Леніна. Був ланковим, пізніше — секретарем піонерської організації села Олексіївки. У 1925 році закінчив чотири класи сільської початкової школи. Того ж року був прийнятий до комсомолу.
На початку 1920-х років над Олексіївкою взяли шефство працівники харківського відділення «Українбанку». Вони відвідували село з лекціями, виставками, привозили книги, газети й журнали. Шефи звернули увагу на Івана і забрали його до Харкова, тодішньої столиці Радянської України. Там влаштували його ліфтером в «Українбанк» (він і жив у тому банку, спав на столі), а також — у вечірню школу «Конторгуч», яка готувала рахівників.
У 1925 році в Харкові почала виходити піонерська газета «На зміну» — Іван улаштувався до неї кореспондентом. Цього ж року до Харкова приїхав 13-річний Валентин Бичко. Він приніс у газету свої вірші і там познайомився та подружився з Іваном Неходою. А пізніше — став його біографом.
У 1928 році Івана Неходу та Валентина Бичка, як найкращих юних кореспондентів редакції газети «На зміну» і журналу «Червоні квіти», відрядили на Кавказ, звідки вони привезли нові вірші й статті.
З 1929 по 1932 рік Іван навчався на факультеті мови та літератури Харківського інституту народної освіти, де отримав диплом учителя. Потім — вчителював, працював у редакціях різних газет і журналів, здебільшого дитячих. З 1935 по літо 1937 року — працював у апараті Спілки письменників України на посаді інструктора секції дитячої літератури. У 1936 році в нього народилася донька Тамара.
У 1939 закінчив сценарний факультет Всесоюзного інституту кінематографії (ВДІК) у Москві. З того часу і до 1941 року працював у різних журналах та газетах, був завідувачем літературної частини Київського театру юного глядача імені Горького.

### Зрілість і визнання
У червні 1941 року пішов на фронт. Воював на Південному, Калінінському, 2-му Прибалтійському фронтах. Член комуністичної партії з 1942 року. 4 січня 1944 року в боях на 3-му Прибалтійському фронті був тяжко поранений — осліп на праве око. Лікувався у Ярославському шпиталі. Під час війни писав для армійських газет «Защитник Родины», «Фронтовик». Війну закінчив у званні капітана.
Після війни оселився в Києві, де очолив партійну організацію Спілки письменників України, секцію молодого автора та секцію з літературних зв'язків із Радянськими республіками, з 1945 по 1947 рік працював головним редактором видавництва «Молодь», пізніше — редактором журналу «Піонерія». З 1952 року проживав в будинку № 15 по вулиці Хрещатик — так званому Пасажі (квартира № 124, третій поверх лівого крила).
Невдовзі після того, як Кримську область було передано до складу Радянської України (1954 рік), очолив Кримську філію Спілки письменників України, фактично створив її — за завданням Спілки письменників України. Був головою філії з 1957 по 1963 рік. У кінці 1950-х років у Криму за підтримки держави була впроваджена державна програма поширення української мови на півострові: кілька років поспіль тиражем у 50 тисяч примірників виходила українська газета «Радянський Крим», у місцевому видавництві «Крымиздат» почали з'являтися книги українських авторів, у тому числі за сприяння вже відомого поета Івана Неходи. Довкола нього згуртувалися перспективні кримські автори-початківці — Степан Литвин, Дмитро Черевичний, Лідія Кульбак, при Спілці письменників почало працювати літературне об'єднання.

### Останні роки
Останні роки життя Нехода багато подорожував по Україні, республіками СРСР, бував за кордоном — відвідав Чехословаччину, Францію, Англію, Західну Німеччину, Італію. Кілька років очолював Комісію в справах дитячої літератури при Спілці письменників України, виступав з доповідями про завдання дитячих письменників, редагував дитячий журнал.
Раптово помер 17 жовтня 1963 року. Похований у Києві на Байковому кладовищі.

## Родина
Мав доньку Тамару, що народилася у 1936 році. Вона закінчила Київську державну консерваторію, працювала викладачем. Онук — Тимур Рафаельович Масаутов, 1962 року народження, — художник-графік, у 1987 році закінчив Київський державний художній інститут, у 1992 — творчі майстерні Академії Мистецтв СРСР (аспірантуру), член Національної спілки художників України (з 2000 року), професор.

## Творчість
Писати вірші Іван Нехода почав ще в початковій школі. Публікував їх у стінгазеті. Друкуватися почав у 1925 році, у 15 років — у піонерській газеті «На зміну» та журналі «Червоні квіти». Наприкінці 1920-х років його вірші друкували молодіжні газети, а пізніше — і літературні журнали для дорослих. На молодого поета звернув увагу Валер'ян Поліщук, Іван Кулик, Павло Тичина. У останнього на квартирі Іван Нехода неодноразово бував разом з Валентином Бичком — читали Павлові Тичині свої вірші.

У 1931 році вийшла перша збірка поета — «Червона армія». У 1932 році — «Перша допомога». У 1935 році вийшла перша збірка віршів Неходи для дітей — «Пісня радості», від якої сам поет вів своє літературне літочислення. Загалом Іван Нехода написав понад 40 книг поезій:
- «Голуб-гонець» (1936)
- «Початок пісні» (1937)
- «Дніпровський край» (1939)
- «Моя книжка» (1940)
- «Ростіть щасливо» (1947)
- «Дивлюсь на карту України» (1949)
- «Під щасливою зорею» (1950)
- «Казки» (1951)
- «Дума про дружбу» (1954)
- «Вибране» (1956)
- «Тобі, кохана» (1960)
- «Ми живемо на Україні» (1960)
- «На Вкраїні милій» (1961)
- «Сад» (1971)
- «Вибране» (1981) та інші.

Другій світовій присвячені збірки:
- «Я іду в бій» (1942)
- «Південний фронт» (1943)
- «Сталіна солдати» (1943)
- «Лісові оселі» (1944)
- «Дорога в свято» (1945)
- «Сонце травня» (1947)

У Другу світову вірші присвячував своїй доньці та дружині, які залишились у тилу, оспівував подвиги радянських солдат. У багатьох фронтових газетах друкувалися його вірші українською та російською мовами.
Після перемоги приїхав до Києва, почав серію казок для дітей — своєрідну поетичну антологію казок народів світу. Використавши маловідомі або зовсім невідомі народні казкові сюжети, створив оригінальні твори. Також продовжив писати лірику та публіцистику, готувався до роботи над великим віршованим романом про долю молодого покоління в роки війни — «Хто сіє вітер», який закінчив лише у 1959 році, за 4 роки до смерті.
Загалом майже половина збірок поета — для дітей. Саме Нехода — автор відомого вірша-пісеньки «У лісі, лісі темному» («Пісня про Ялинку»), який став своєрідним гімном україномовних новорічних свят. Цю пісню виконують у дитсадках і школах. Мелодія пісні — запозичена в російської новорічної пісеньки «В лесу родилась ёлочка». Наприкінці 2007 року поет і книговидавець Іван Малкович так сказав про Івана Неходу і «Пісню про Ялинку»:
|  | Він зробив з цього абсолютно новий твір, це не був переклад, це не був переспів. Це була нова історія. Таким чином, «У лісі-лісі темному» стало своєю піснею в Україні, з мелодією, яка взята з «В лесу родилась елочка». |

Валентин Бичко, друг і біограф Неходи, писав:
|  | Його дуже любили і малі, й дорослі. Бо він був людиною веселої і лагідної вдачі, завжди усміхнений, привітний, ласкавий. А ще його любили за вірші. Він складав їх усюди: вдома, в трамваї, на відпочинку. Бувало, розмовляєш з ним, він уважно тебе слухає, а тим часом у голові його пливуть рядки — і сумні, і веселі, і суворі, і ніжні, але завжди щирі, сердечні, схвильовані. От уже в руках його блокнот і в ньому густим дрібненьким почерком записане те, що допіру тільки снувалося в уяві. |

Також поет був, за словами Валентина Бичка, природженим педагогом.
В останні роки життя Іван Нехода багато подорожував. Враження від поїздки до Франції описав в окремій книзі — «Пам'ять про французьку землю».
Писав також пісні. Працював разом з композитором Андрієм Штогаренком, Аркадієм Філіпенком, Таїсією Шутенко та іншими. У 1933 році Іван Нехода в співавторстві з Валентином Бичком написав пісню, яку було рекомендовано до вивчення в колгоспних школах. Юні піонери звітували 2-му секретарю ЦК КП(б)У Павлові Постишеву про те, як вони видивляються «ворога ненависного» — своїх односельців, які намагаються знайти в полі хліб. Звітували про те, як «у боях жорстоких» захищають урожай, якому «ні меж, ні краю».

Пісня-рапорт тов. П. П. Постишеву
Слова Івана Неходи та Валентина Бичка

Муз. Таїсії Шутенко
| Гей, ні меж, ні краю нашому врожаю, Стигне-вистигає, гнеться до землі. Полем неозорим піонердозори Вийшли вартувати колосистий хліб. Приспів: Ми пісню свою гартували в бою, Її несемо, як прапор, Про нашу роботу складаєм тобі, Товаришу Постишев, рапорт. | У житах високих зашуміли кроки. — Хто там? То не вітер, І не ховрашок. Видно нам із вишки, як плазує нишком Ворог ненависний, тягнучи мішок. (Приспів) На ланах колгоспних ми були не гості, Кожну ми зернину в полі берегли. Із батьками поруч стали їм на поміч, У боях жорстоких кріпли і росли. | (Приспів) І прямуєм ось ми у заможну осінь. — Здрастуй, люба школо, двері відчиняй! Сядемо за книжку і науки вишку Будем штурмувати впертим навчанням. |

Своїми безпосередніми вчителями Нехода вважав Павла Тичину, Максима Рильського, Володимира Сосюру, з якими спілкувався особисто.
Твори Івана Неходи перекладалися на різні мови республік СРСР.

### Нехода і Шевченко
У своїй творчості Нехода неодноразово звертався до образу Тараса Шевченка. У віршах «Верба» (1938), «Стояв Шевченко над Невою» (1939), «Подорож на Чернечу гору (17 червня 1945 року)» (1945), «В Орську» (1949), «Сіль землі» (1961) та інших — писав про значення Шевченка в історії українського народу. Згадував його в поезіях «Горький у Мануйлівці (1897 і 1900 роки)» (1953), «Навіки поріднив нас Ленін», «Мій отчий дім», «За долю світу я весь час в тривозі» (всі — 1961). У творах Неходи, за словами дослідників, чимало поетичних образів, запозичених з «Кобзаря».
Завдяки Івану Неході став широко відомим переклад «Заповіту» Тараса Шевченка на кримськотатарську мову. Зробив його кримський письменник Шаміль Алядін. Восени 1938 року Шаміль Алядін відпочивав у Ялтинському Будинку творчості письменників разом з Неходою і показав тому свій переклад «Заповіту». Нехода передав його Павлові Тичині, який знав кримськотатарську. На Всесоюзному пленумі письменників, що проходив у 1939 році в Києві, з нагоди 125-річчя від дня народження Тараса Шевченка, Павло Тичина прочитав цей переклад. Його автора було відзначено ювілейною Шевченківською медаллю.

## Нагороди
Нагороджений орденами Вітчизняної війни 2-го ступеня (18 червня 1946), Червоної Зірки (29 грудня 1943), медалями.

## Вшанування пам'яті
Іван Нехода похований у Києві на Байковому кладовищі — ділянка № 1, центральна алея неподалік від головного входу, ліворуч. Надгробок, встановлений 1965 року — бюст на постаменті з оргскла і граніту. Скульптори — Флоріан Коцюбинський і Ксанфій Кузнецов.
На Хрещатику на боковій стіні будинку № 15 (Пасаж), де поет прожив останні 11 років свого життя, у 1972 році встановлено меморіальну дошку-барельєф із мармуру. Скульптори — Ксанфій Кузнецов та Василь Гнєздилов.
У 1965 році в Києві на честь Івана Неходи названо вулицю. Його ім'ям названо і провулок у Харкові.

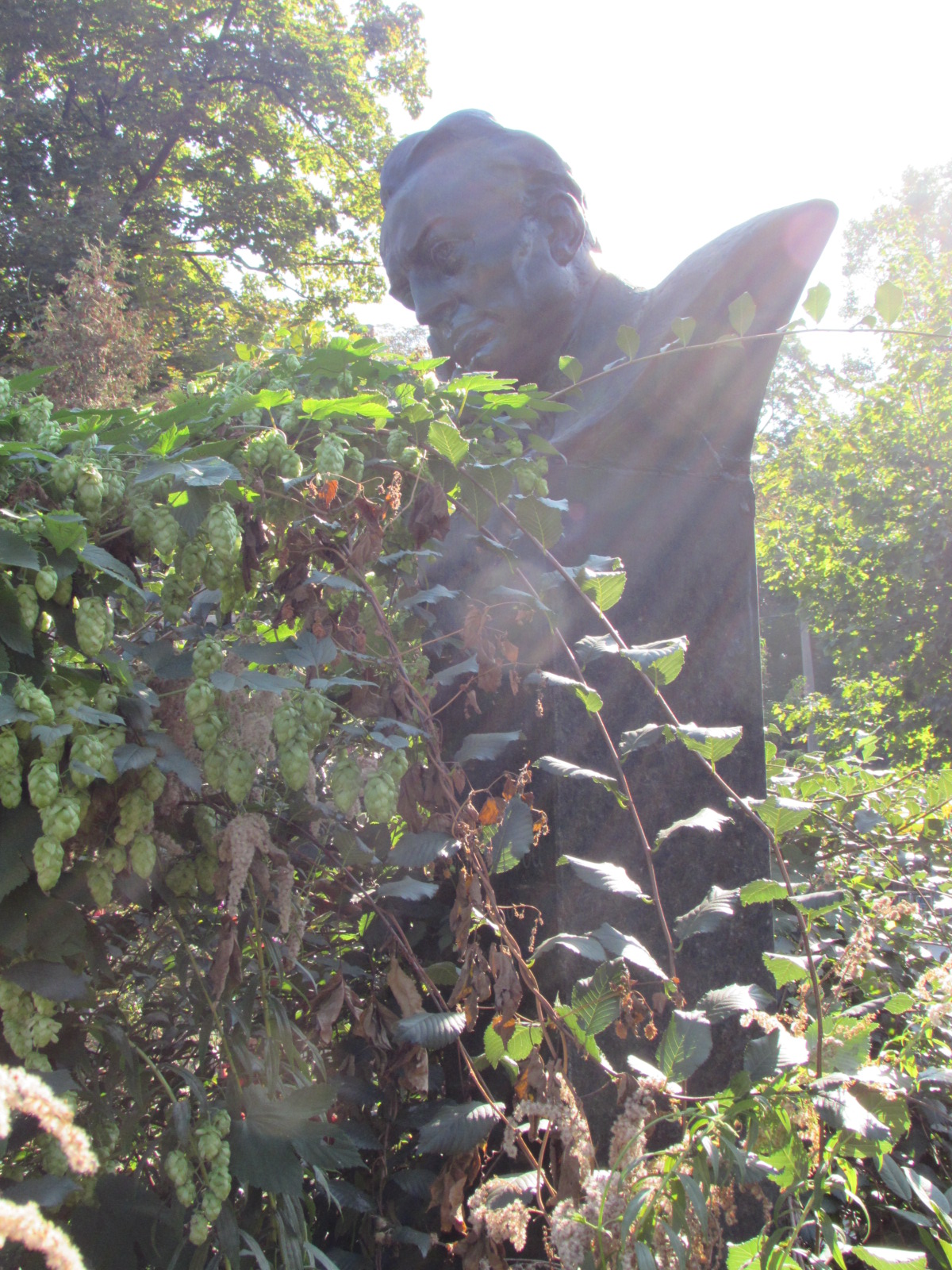
Могила Івана Неходи на Байковому кладовищі
Меморіальна дошка на будинку в Києві (Пасаж), де жив Іван Нехода
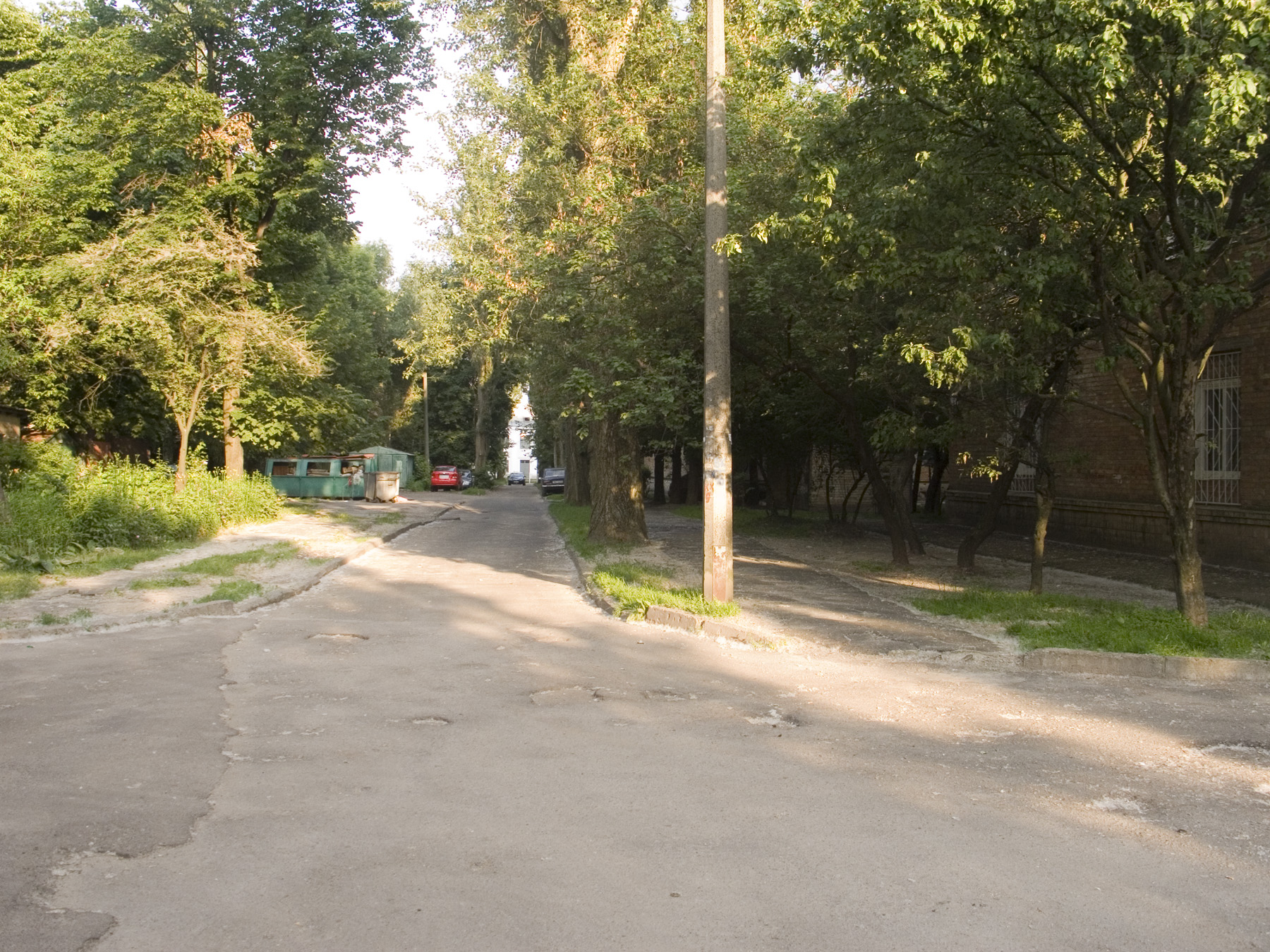
Вулиця Івана Неходи в Києві

### Додаткова література
- Бичко В. Іван Нехода // Українські радянські письменники. Критичні нариси. Вип. 7. — К. : Радянський письменник, 1973. — 163 с.
- Бурляй Ю. Віршована повість // Вітчизна. — 1953. — № 11.
- Доманский Ю. В. Заяц-страдалец в стихах для самых маленьких (Агния Барто, Иван Нехода, Рафис Курбан) // Филология и культура. — 2012. — № 2 (28). — С. 45–48.
- Доманский Ю. В. Поврежденная игрушка в стихотворных циклах для самых маленьких Агнии Барто и Ивана Неходы // От… и до…: Юбилейный альманах в честь Е. В. Душечкиной и А. Ф. Белоусова. — СПб.: Бельведер, 2006. — С. 99–118.
- Кацнельсон А. Іван Нехода // Дніпро. — 1960. — № 6.
- Кочевський В. Завжди в дорозі // Прапор. — 1957. — № 9.
- Кудін О. Три книги поета // Літературна газета. — 1949. — 13 жовтня.